# Unai Basurko
Unai Basurko de Miguel, nacido el 2 de abril de 1973 en Portugalete (Vizcaya), es un navegante español.
Con su velero "Pakea Bizkaia" de la clase IMOCA 60 participó en la edición de 2003 de la regata en solitario de Le Figaro, en las ediciones de 2007 de la Transat Jacques-Vabre y de la Regata 5 Océanos -consiguiendo el tercer puesto- y en la edición 2008-2009 de la Vendée Globe, que tuvo que abandonar en el Océano Atlántico por problemas de timón. Desde el año 2010 dirige el proyecto socio-educativo Pakea Bizkaia, que tiene como objetivo la concienciación medioambiental.

## Palmarés
- 1997: 1.º de la copa Commodores
- 1998: 1.º en la regata Plymouth-San Sebastián
- 1998: 1.º en la Trans-Tasman Race
- 1998: regata Vuelta a España
- 1999: 2.º en la regata World IMS Championships
- 2004: Récord en la Bilbar (Bilbao-Barcelona)